# 杨延昭

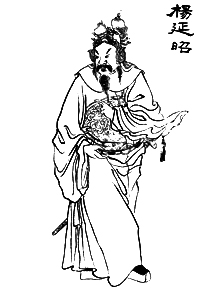
楊延昭

杨延昭（958年—1014年），并州太原（今山西太原）人，本名延朗，北宋抗辽名将。在边防二十余年，契丹畏之，目为“杨六郎”。官至莫州防御使、高阳关马步军副都部署，与其父杨业、子杨文广三代并称名将，号为“杨家将”。

## 生平
杨延昭（958年—1014年），本名延朗，并州太原（今山西太原）人。父杨业，云州观察使判代州兼三交驻泊兵马部署，在雍熙北伐中力尽被俘，绝食殉国，追赠检校太尉、大同军节度使。杨延朗初以父荫补供奉官，其父殉国后又补崇仪副使，出知景州。当时江淮灾荒，杨延昭调任江淮南都巡檢使，以备盗贼。再以崇仪使知定远军，又调任保州缘边都巡检使，加如京使。
北宋咸平二年（999年），契丹南侵，杨延昭正在遂城。遂城城小无备，杨延昭征集城中青壮年登城，发放铠甲兵器参与防守。时值寒冬，杨延昭命汲水灌城墙，次日清晨即结冰，辽军因此不能攻城而退，被时人称为铁遂城。三年（1000年）正月，以功授莫州刺史。宋真宗召杨延昭赴行在，亲自询问战况，并当着宗室诸王之面，夸奖其为名将之后，有父风，厚赐遣还。辽军再次南侵，杨延昭设伏诱敌深入，大胜，四年（1001年）四月，升莫州团练使。五年（1002年），辽军南侵保州，杨延昭与保州团练使杨嗣驰援，被契丹偷袭，丧师而还，宋真宗赦免两人，以观后效。翌年（1003年）六月，杨延昭官复原职，改任保州、威虜靜戎軍沿邊都巡檢使，十月改授宁边军部署。景德元年（1004年），给杨延昭增兵至万人，备御辽军入侵。澶渊之盟后，二年（1005年）正月为知保州事兼缘边都巡检使。翌年，授莫州防御使、高阳关副都部署。大中祥符七年（1014年）正月，病卒于任上，年五十七。三子：传永、德政、文广。
《隆平集》：“讣闻，命中使护丧归，官其三子传永、德政、文广，常从门客亦试艺甄叙。”

## 杨六郎
楊延昭在元代羅燁《醉翁談錄》中稱為五郎，在《保德府誌》和《楊家府演義》中說是四郎，但清代康基《晉乘搜略》中卻說是六郎，而民間戲曲中多說是“六郎”，並指他在家中排行第六，但其名的由来实是辽国人认为六郎星是他们的剋星，而杨延昭就是那六郎星的人间化身。《宋史·杨业子延昭等传》，“延昭智勇善战，……在边防二十余年，契丹惮之，目为杨六郎。”契丹（应为辽国）把他看做是天上的六郎星宿（将星）下凡，故称之为杨六郎。

## 楊家將小說

### 人物
楊景，字延昭，楊家將小說、戲曲及民間傳說中人物，部分文藝作品中作楊延景，并州太原（今山西太原）人，金刀老令公楊業的第六子，故稱楊六郎。七子中齊備父兄的智勇，擅使長槍，絕技是回馬槍。在楊家將中擔任槍軍的統帥，并協防父親楊令公和長兄們的軍隊。曾經救援保護過宋太宗，後期擊退遼軍侵擾；擅用以逸待勞，故事後期是三關大帥。

## 歷代扮演
電視劇/電影:
- 《楊家將》中，由张纪中飾演
- 《五郎八卦棍》中，由傅声飾演
- 《楊家將》中，由劉德華飾演
- 《楊家將》中，由关新伟飾演
- 《碧血青天楊家將》中，由高雄飾演
- 《楊門女將之女兒當自強》中，由黃智賢飾演
- 《楊門虎將》中，由賈乃亮飾演
- 《少年楊家將》中，由胡歌飾演
- 《忠烈楊家將》中，由吳尊飾演
- 《穆桂英掛帥》中，由沈保平飾演
- 楊麗花版電視歌仔戲《楊家將》中，由楊麗花飾演
- 葉青版電視歌仔戲《楊家將》中，由葉青飾演
- 《鐵血楊家將》中，由關聰飾演
- 《一門英烈穆桂英》中，由龍隆飾演

## 外部連結
- 小说《楊家將演義》第十八回 呼延贊大戰遼兵 李陵碑楊業死節

Template:七郎八虎